# 八大军区司令员对调
八大军区司令员对调是1973年12月，时任中共中央主席、中共中央军委主席毛泽东对中国人民解放军八名大军区司令员的集中调整。

## 历史
1959年9月，林彪接替被打倒的彭德怀，出任国防部部长、中共中央军委副主席，在军队中的地位与日俱增，并在1969年召开的中共九大上成为中共中央唯一的副主席，写入党章的毛泽东的接班人，但毛林二人的矛盾也日益激化，最终酿成了“九一三事件”。
九一三事件后，在清理林彪住处的档案资料中，发现了三位大军区司令员给林彪写的信。1972年8月21日，中央政治局会议讨论党的十大主席团领导成员名单时，根据毛泽东的意见，由毛担任主席，周恩来、王洪文、康生、叶剑英担任副主席；一位大军区司令员提出只要周恩来一个副主席就够了，或者只要3个老同志就够了，在会上公开反对王洪文进入主席团。8月23日，在周恩来主持下，召开了中央党政军直属机构及各省市自治区负责人会议，周恩来传达了毛泽东关于培养王洪文作为接班人的讲话；会上一位大军区司令员仍然多次插话，表示不同意见，张春桥当面指责其反对毛主席的意见，这位司令员当面批判张春桥：“你有什么了不起？”1972年8月，毛泽东下达了标点和注释柳宗元《封建论》大字本的任务，柳文是针对藩镇割据。
毛泽东重新启用之前被打倒和排挤的老干部，并亲自主抓军队事务，避免林彪事件重演。1973年12月12日，毛泽东主持召开中共中央政治局会议，说：“我提议，议一个军事问题，全国各大军区司令员互相对调。”1973年12月22日，毛泽东正式签发命令，八大军区司令员对调。不到10天，各大军区司令员全部提前到职。

## 内容
北京军区司令员李德生与沈阳军区司令员陈锡联对调；
济南军区司令员杨得志与武汉军区司令员曾思玉对调；
南京军区司令员许世友与广州军区司令员丁盛对调；
福州军区司令员韩先楚与兰州军区司令员皮定钧对调。
没调动的军区司令员是：成都军区司令员秦基伟、昆明军区司令员王必成、新疆军区司令员杨勇。这3位司令员在当地任职时间都很短。

## 评价
- 邓小平：“这是因为毛主席很懂得领导军队的艺术，就是不允许任何军队领导干部有个团团，有个势力范围。军队就有这个传统，经常调过来，调过去。一个领导在一个地方工作久了，容易形成各种盘根错节的关系，容易形成团团伙伙，特别是掌握一个大战略方向的党政大权的高级领导干部，更应避免这种情况出现。虽然共产党的干部不至于产生像中国历史上藩镇割据、地方大员拥兵自重的情况，但是也应防止类似情况出现。”[2]